# NV Arena
De NV Arena is een stadion in Sankt Pölten (Oostenrijk). Het is de thuisbasis van voetbalclub SKN Sankt Pölten en biedt plaats aan 8.000 toeschouwers. In het stadion worden ook Americanfootballwedstrijden gehouden.

## Geschiedenis
Er waren al begin eenentwintigste eeuw plannen voor een nieuw stadion in Sankt Pölten, mede gegeven door de snelle opmars van voetbalclub SKN Sankt Pölten. In 2006 kwam de financiering rond. Het Rijk en de overheid van de deelstaat Neder-Oostenrijk stonden garant voor de benodigde 25,7 miljoen euro. In 2007 begon de ontwerpfase door architectenbureau agn Niederberghaus & Partner. In 2009 werd een deal gesloten met bouwbedrijf Alpine Bau en op 17 maart 2011 werd de eerste steen gelegd. In juni 2012 werd het stadion opgeleverd en de officiële opening volgde op 7 juli van dat jaar. Het stadion telt 8.000 stoeltjes, waarvan 800 sponsorplekken en 42 invalideplaatsen. Het stadion is uit te breiden tot 13.000 in de toekomst, door de hoeken en extra rijen onder het dak van stoelen te voorzien. De naam NV is afgeleid van een sponsor, de verzekeringsmaatschappij Niederösterreichische Versicherung.

## Exploitatie
Het stadion ontving in respectievelijk 2014, 2015 en 2016 een subsidie van € 860.171, € 950.250 en € 950.250 vanuit de federale overheid van Oostenrijk, in het kader van een subsidieregeling voor sportinfrastructuurmaatregelen.

## Panorama

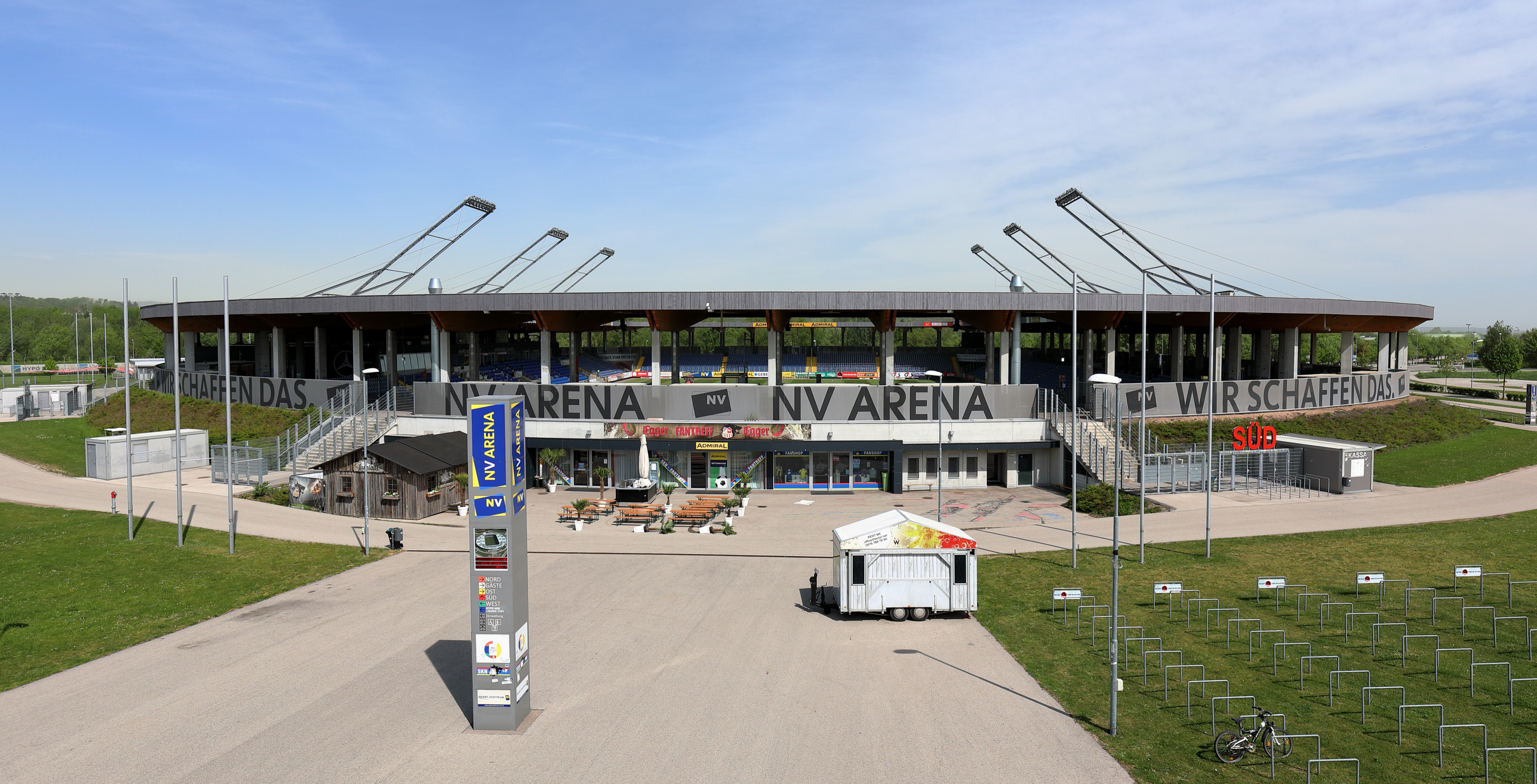
Het stadion in 2018.

## Interlands
| 1 | 26 maart 2015 | Iran – Chili          | 2 – 0 | Vriendschappelijk | 2.000 |
| 2 | 7 juni 2015   | Servië – Azerbeidzjan | 4 – 1 | Vriendschappelijk | 4.000 |
| 3 | 1 juni 2018   | Australië – Tsjechië  | 4 – 0 | Vriendschappelijk | 665   |